# 兩岸統合學會
兩岸統合學會，台灣非政府組織，2008年在台北市成立，以推動台海兩岸共同認同整個中國、促進兩岸和平發展為宗旨。其創始成員多半來自民主行動聯盟，現任理事長為國立台灣大學政治學系張亞中教授，秘書長為謝大寧教授、執行長為鄭旗生。2015年協助洪秀柱競選總統，隨後於換柱風波後，人員解散，停止運作。2016年，洪秀柱接任中國國民黨主席，設立孫文學校，由原兩岸統合學會部分人員組成。

## 宗旨
推動兩岸共同認同。提出「一中三憲、兩岸統合」論述，並主張以此為基礎，推動兩岸和平發展。 

## 歷史
兩岸統合學會的創始成員主要來自於民主行動聯盟。
2003年10月，民主行動聯盟中的張亞中、黃光國、謝大寧等人，邀集七位中研院院士，發表《兩岸和平論述》，提出兩岸統合的主張。
2008年中華民國總統選舉後，民主行動聯盟解散，張亞中、黃光國、謝大寧等成員，組成兩岸統合學會。提出一中三憲等主張，以追求中國統一。
2009年之後，兩岸統合學會陸續邀集兩岸智庫重要成員，舉行非正式會談，至2012年，陸續舉辦過日本本栖會談、澳洲南天會談、台北會談以及北京會談。
2013年之後，兩岸統合學會也曾邀請兩岸退休外交官員、退役將領，分別就兩岸相關外交空間與軍事互信等問題舉行會談。
2015年，張亞中、謝大寧等人協助洪秀柱競選總統，幫助洪秀柱取得國民黨總統候選人提名，隨後因為換柱風波，洪秀柱退選，兩年統治合學會也告停止運作。
2016年，洪秀柱當選國民黨主席，並於國民黨中常會提案設立孫文學校，隨後張亞中教授獲提名擔任孫文學校總校長，謝大寧教授擔任秘書長，兩岸統合學會部分人員重組，轉型為孫文學校。

## 組織成員
- 張亞中（理事長）
- 謝大寧（秘書長）
- 鄭旗生（財務長）
- 甯攸武（顧問）[4]
- 沈方枰（研究員）[4]
- 胡筑生（研究員）[4]
- 傅應川（研究員）[4]
- 吳行健（研究員）[5]

## 外部連結
- 兩岸統合學會簡介 （页面存档备份，存于）
- 兩岸統合學會臉書